# Президент Грузії
Президе́нт Гру́зії (груз. საქართველოს პრეზიდენტი) — відповідно до конституції держави, глава держави і голова виконавчої влади, Верховний Головнокомандувач Збройними силами Грузії, вищий представник Грузії під зовнішніх зносинах; направляє її внутрішню і зовнішню політику, забезпечує єдність і цілісність країни і роботу державних і всіх інших органів.
Обирається шляхом всенародного голосування строком на п'ять років. Одна й та сама особа може бути обрана Президентом тільки два терміни поспіль.
9 квітня 1991 року Грузія проголосила незалежність від СРСР. 6 травня 1991 року пройшли президентські вибори, на яких президентом Грузії обраний Звіад Гамсахурдіа.
У грудні 1991 — січні 1992 років в країні відбувся військовий переворот. Запрошений його організаторами на пост глави Грузії Едуард Шеварднадзе, обійняв посаду голови Державної Ради республіки, пост президента залишався вакантним. Лише 5 листопада 1995 року пройшли вибори, на яких Шеварднадзе був обраний президентом. Потім 9 квітня 2000 року він був переобраний. У результаті Революції троянд Е. А. Шеварднадзе був змушений піти у відставку.
4 січня 2004 року президентом Грузії був обраний Міхеіл Саакашвілі. Після розгону масових акцій протесту опозиції в листопаді 2007 року він був змушений скласти з себе повноваження президента, оголосивши дострокові вибори. Вони відбулися 5 січня 2008 року, їх також виграв Саакашвілі. Його інавгурація відбулась 20 січня 2008 року.

## Присяга
Інавгурація президента проводиться в третю неділю після виборів. У ході церемонії президент складає присягу перед Богом і нацією:
| Я, президент Грузії, урочисто присягаю перед Богом і своєю нацією захищати Конституцію Грузії і її незалежність, єдність і неподільність моєї країни. Я чесно виконуватиму обов'язки президента. Я захищатиму добробут і безпеку свого народу і дбати про відродження і могутність своєї нації та батьківщини! Оригінальний текст (груз.) მე საქართველოს პრეზიდენტი, ღვთისა და ერის წინაშე ვაცხადებ, რომ დავიცავ საქართველოს კონსტიტუციას, ქვეყნის დამოუკიდებლობას, ერთიანობასა და განუყოფლობას, კეთილსინდისიერად აღვასრულებთ პრეზიდენტის მოვალეობას, ვიზრუნებ ჩემი ქვეყნის მოქალაქეთა უსაფრთხოებისა და კეთილდღეობისათვის, ჩემი ხალხის და მამულის აღორძინებისა და ძლევამოსილებისათვის! — Текст присяги |

## Резиденція
Резиденція Президента Грузії розташована в місті Тбілісі, в історичному районі Авлабарі, на вулиці М. Абдушелашвілі. Палац споруджено за ініціативи Міхеіла Саакашвілі у 2004—2009 роках. Над палацом працювали декілька архітекторів, автором проекту є Георгій Батіашвілі, хоча добудував резиденцію італієць Мікеле де Луккі. Композиційно палац має вигляд класичної горизонтальної будівлі з трьома портиками, завершується скляним куполом. На південь від резиденції розташована кубічна будівля, яка є будівлею державної канцелярії.

## Список президентів Грузії
| № | Президент             | Фотографія | Початок повноважень | Кінець повноважень | Примітки                                                       |
| - | --------------------- | ---------- | ------------------- | ------------------ | -------------------------------------------------------------- |
| 1 | Звіад Гамсахурдіа     |            | 14 квітня 1991      | 6 січня 1992       | Перший президент Грузії.                                       |
| 2 | Едуард Шеварднадзе    |            | 25 листопада 1995   | 23 листопада 2003  | Фактично керував країною з 10 березня 1992.                    |
|   | Ніно Бурджанадзе      |            | 23 листопада 2003   | 25 січня 2004      | Тимчасово виконувала обов'язки Президента як Голова Парламенту |
| 3 | Міхеїл Саакашвілі     |            | 25 січня 2004       | 25 листопада 2007  |                                                                |
|   | Ніно Бурджанадзе      |            | 25 листопада 2007   | 20 січня 2008      | Тимчасово виконувала обов'язки Президента як Голова Парламенту |
|   | Міхеїл Саакашвілі     |            | 20 січня 2008       | 17 листопада 2013  |                                                                |
| 4 | Георгій Маргвелашвілі |            | 17 листопада 2013   | 16 грудня 2018     |                                                                |
| 5 | Саломе Зурабішвілі    |            | 16 грудня 2018      | 29 грудня 2024     |                                                                |